# ダヴィド・ユラーセク
ダヴィド・ユラーセク（David Jurásek、2000年8月7日 - ）は、チェコ・ウヘルスケー・フラジシュチェ出身のサッカー選手。プリメイラ・リーガ・SLベンフィカ所属。ポジションはディフェンダー。

## クラブ経歴
2019-20シーズンにチェコ2部リーグに所属していたFCズブロヨフカ・ブルノでプロとしてのキャリアをスタートさせた。その後いくつかの国内クラブを経て、2022年2月10日、SKスラヴィア・プラハへ3年半契約で移籍した。
2023年7月10日、プリメイラ・リーガに所属していたSLベンフィカへ4年契約で移籍することが発表された。
2024年1月22日、ベンフィカはユラーセクをブンデスリーガのTSG 1899ホッフェンハイムにシーズン終了までのレンタルで移籍させた。契約には買取オプションが含まれており、その金額は1,100万ユーロで、追加条件を満たせば最大1,200万ユーロに達すると報じられた。 その後、同年7月1日にレンタル契約を1年間延長した。

## 代表経歴
2023年3月、UEFA EURO 2024予選に臨むチェコ代表に初招集されると、3月24日のポーランド代表戦にてチェコ代表デビューを果たした。

## タイトル

### クラブ
スラヴィア・プラハ
- チェコ・カップ : 1回 (2022-23)